# Rhinoptilus bitorquatus
Rhinoptilus bitorquatus е вид птица от семейство Glareolidae. Видът е критично застрашен от изчезване.

## Разпространение
Видът е разпространен в Индия.